# Чута, Дементий Емельянович
Дементий Емельянович Чута (28 мая 1920, с. Краснополка, ныне Гайсинский район, Винницкая область, Украина — 6 сентября 1956, с. Абражеевка, Черниговский район, Приморский край) — участник Великой Отечественной войны, командир отделения 1035-го стрелкового полка 280-й Краснознамённой Конотопской стрелковой дивизии 60-й армии Центрального фронта. Герой Советского Союза (1943). На момент присвоения звания Героя — младший сержант, впоследствии — сержант.

## Биография
Родился 28 мая 1920 года в селе Краснополка, ныне Гайсинского района Винницкой области Украины, в семье крестьянина. Украинец. Окончил 4 класса. Работал в своём хозяйстве, затем шофёром в колхозе.
В ряды Красной Армии был призван в 1940 году Гайсинским районным военным комиссариатом Винницкой области Украинской ССР. Служил стрелком и командиром отделения комендантской роты на станции Сызрань в Приволжском военном округе.
В июле 1942 года в звании младшего сержанта был направлен на Брянский фронт, где стал командиром отделения в 280-й стрелковой дивизии 48-й армии. В боях его отделение участвовало с 21 августа 1942 года.
В январе 1943 года в ходе наступления на Малоархангельском направлении отделение Чуты в составе полка участвовало в прорыве обороны противника на рубеже реки Кшень в районе города Ливны и 2 февраля 1943 года — в освобождении станции Косоржа, затем в боях за освобождение Курска и в боях во все последующие дни оборонительного периода Курской битвы.
Перед началом наступления советских войск на Левобережную Украину 280-ю стрелковую дивизию передали в состав 60-й армии, в самый центр Курского выступа, наиболее выпуклый в сторону Днепра.
В сентябре 1943 года младший сержант Чута участвовал в освобождении городов Конотоп, Бахмач и Нежин, его отделение в составе своего полка форсировало реку Десна в районе города Остёр, а в 20-х числах сентября достигло Днепра. Началась организация форсирования, и в ночь на 25 сентября на подручных средствах отделение Чуты переправилось на западный берег, где был захвачен и удержан плацдарм.
27 сентября 1943 года в бою у села Ротичи Чернобыльского района Киевской области Чута, подпустив неприятеля на близкое расстояние, уничтожил 19 немецких солдат и 2 офицера, сначала из ручного пулемёта, а затем прикладом пулемёта и ножом он уничтожил группу из 8 противников и был ранен, но продолжал сражаться. Вторично был ранен, но вышел из боя и в дальнейшем эвакуирован в тыловой госпиталь только тогда, когда противник был отброшен от берега реки.
Указом Президиума Верховного Совета СССР от 17 октября 1943 года за образцовое выполнение боевых заданий командования на фронте борьбы с немецко-фашистскими захватчиками и проявленные при этом мужество и героизм младшему сержанту Чуте Дементию Емельяновичу присвоено звание Героя Советского Союза с вручением ордена Ленина и медали «Золотая Звезда» (№ 6881).
После излечения был признан ограниченно годным к воинской службе, но, будучи шофёром (до войны), в феврале 1944 года был направлен на краткосрочные автомобильные курсы, после окончания которых в мае 1944 года прибыл в отдельный автомобильный батальон, обслуживающий транспортные перевозки штаба, тыла и других служб 82-го стрелкового корпуса 37-й армии 3-го Украинского фронта, десятки раз переправляясь на «полуторке» через Днестр на Кицканский плацдарм в Молдавии.
В августе-сентябре 1944 года Чута участвовал в Ясско-Кишинёвской операции, в освобождении Молдавии, Румынии и Болгарии, где 37-я армия была оставлена. В составе армии в Болгарии остался и сержант Чута, где служил до демобилизации в 1946 году (там же в конце 1945 года ему были вручены заслуженные ещё в боях на Днепре награды).
После войны Дементий Чута вернулся на родину, работал в колхозе, затем переехал в Приморье в село Абражеевка Черниговского района, где также работал шофёром автомашины ЗИС-5 в колхозе. Скоропостижно скончался 6 сентября 1956 года. Похоронен в селе Абражеевка Черниговского района Приморского края.
В 2008 году на могиле Героя был установлен памятник. На родине в селе Краснополка установлены бюст и мемориальная доска на школе, где он учился.
Награждён орденом Ленина, медалями.